# Gyula Andrássy le Jeune

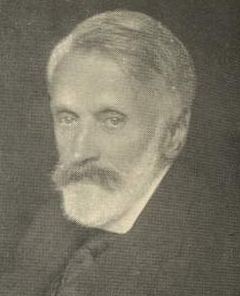
Gyula Andrássy, avant 1929.

Gyula Andrássy, né le 30 juin 1860 à Tőketerebes (aujourd'hui Trebišov en Slovaquie), mort le 11 juin 1929 à Budapest, appelé le Jeune pour le distinguer de son père Gyula Andrássy (1823-1890), est un homme politique hongrois. Il est surtout connu comme chef de l'opposition hongroise pendant la Première Guerre mondiale.

## Origines et carrière jusqu'à la guerre

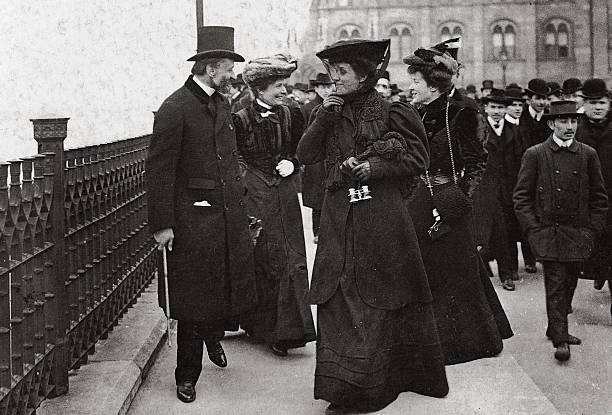
Gyula Andrássy avec des membres de la noblesse hongroise devant le parlement de Budapest, 1906.

Gyula (Julius), comte de Csík-Szent-Király et Kraszna-Horka, est le deuxième fils du ministre Gyula Andrássy et de la comtesse Katinka Kendeffy (en). Il appartient à la famille Andrássy, lignée de magnats du royaume de Hongrie qui devient en 1867 une des deux composantes de la double monarchie austro-hongroise. En 1885, il est élu à la diète de Hongrie. En 1892, il est sous-secrétaire d’État dans le ministère de Sándor Wekerle. En 1894, il est désigné comme ministre a latere, c'est-à-dire représentant de la Hongrie au sein du gouvernement central de la monarchie. En 1898, avec son frère, il quitte le parti libéral mais il y reviendra après la chute du gouvernement de Dezső Bánffy en 1899. De 1906 à 1910, il est ministre de l'intérieur de Hongrie dans le nouveau gouvernement Wekerle. Il est, avec Mihály Károlyi, István Tisza et Albert Apponyi, une des quatre figures issues de la noblesse hongroise qui dominent la politique intérieure du royaume. En 1912, il représente l'Autriche-Hongrie dans les négociations qui accompagnent les guerres balkaniques.
En septembre 1913, il reconstitue le parti constitutionnel. Il s'oppose à la politique belliqueuse du premier ministre István Tisza.

## Première Guerre mondiale

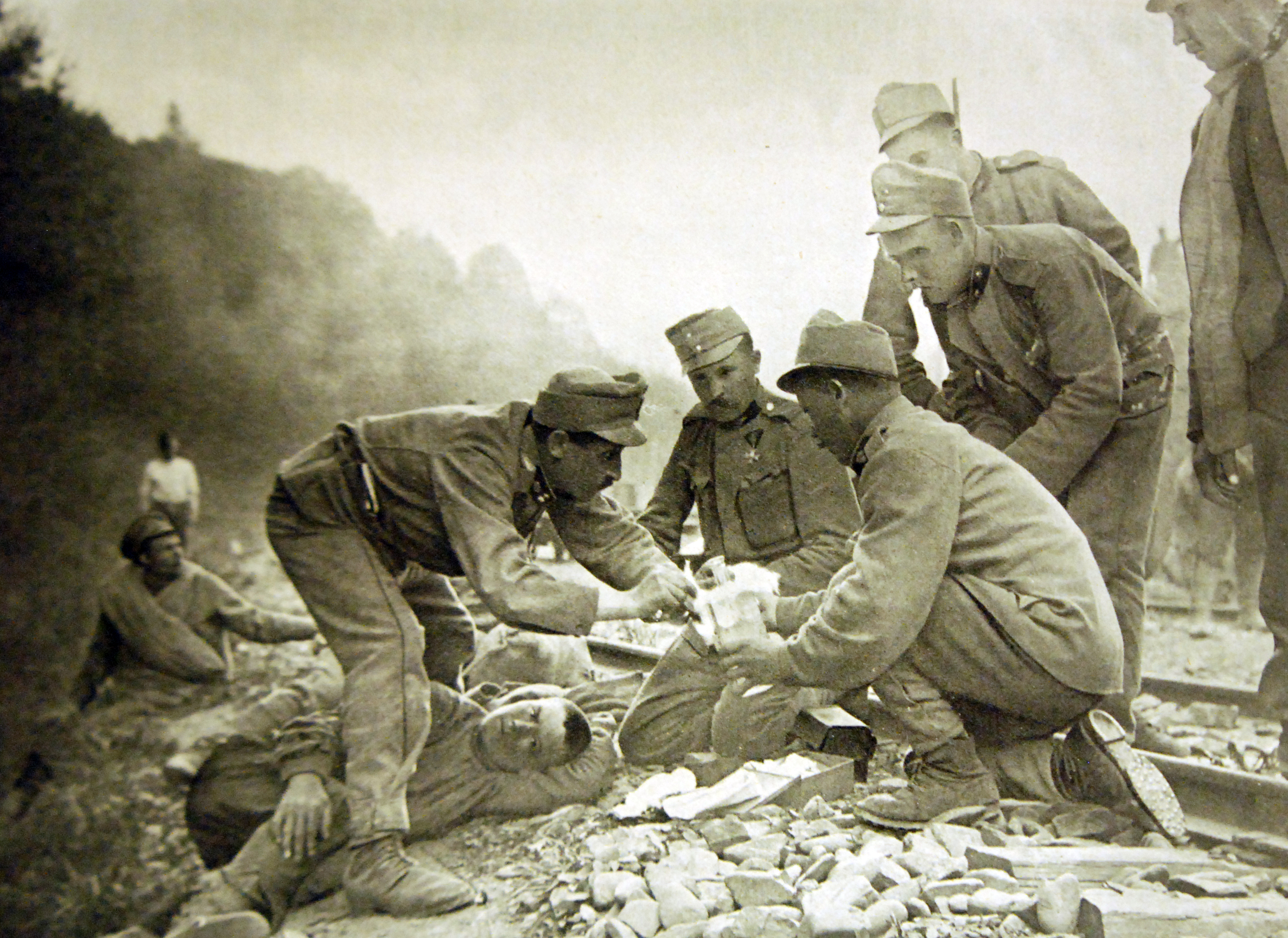
Soldats austro-hongrois soignant un blessé, 1916.

Après les premières défaites de l'armée russe en 1914, Andrássy se prononce pour une paix négociée. Au début d'octobre 1915, après la conquête de la Pologne russe par les Empires centraux, il présente un projet de réforme qui remplacerait le « dualisme » austro-hongrois par un trialisme incluant un royaume de Pologne reconstitué, mais István Tisza, alors premier ministre hongrois, s'oppose à toute remise en cause du compromis austro-hongrois.
Andrássy se montre critique envers le chef d'état-major général Franz Conrad von Hötzendorf qu'il rend responsable de la défaite austro-hongroise lors de l'offensive Broussilov et, le 27 juillet 1916, il accueille avec joie la désignation du feld-maréchal allemand Hindenburg comme commandant en chef du front de l'Est, réduisant Conrad à un rôle subordonné.
Le 24 octobre 1918, l'empereur-roi Charles Ier désigne Andrássy comme ministre commun des affaires étrangères et l'envoie en Suisse pour négocier avec les Alliés. Le 28 octobre, Andrássy envoie une note au président américain Woodrow Wilson, exprimant son souhait de conclure une paix séparée et de reconnaître les droits des minorités nationales mais cette offre est trop tardive pour influer sur les évènements : avec l'effondrement des puissances centrales, les Alliés rejettent les propositions austro-hongroises. De retour à Vienne, Andrássy conseille à l'empereur de signer une paix immédiate mais il doit quitter le ministère le 1er novembre. Mihály Károlyi, nommé premier ministre le 30 octobre, précipite la séparation de l'Autriche et de la Hongrie tandis que le commandement austro-hongrois, le 3 novembre 1918, signe l'armistice de Villa Giusti avec les Alliés.

## Dernières années
Gyula Andrássy reprend son activité politique au sein du royaume de Hongrie dans les premières années de l'après-guerre. En 1920, il devient le chef du parti chrétien-démocrate.
Partisan des Habsbourg-Lorraine, il soutient la tentative de restauration du roi Charles IV en 1921. Après l'échec de cette tentative, il se retire du parlement en 1926. Il meurt à Budapest le 11 juin 1929.

### Traductions
- (de) Cet article est partiellement ou en totalité issu de l’article de Wikipédia en allemand intitulé « Gyula Andrássy der Jüngere » (voir la liste des auteurs) dans sa version du 14 septembre 2018.

- (en) Cet article est partiellement ou en totalité issu de l’article de Wikipédia en anglais intitulé « Gyula Andrássy the Younger » (voir la liste des auteurs) dans sa version du 13 août 2018.